# Кубок України з гандболу серед чоловіків 2024—2025
Кубок України з гандболу 2024—2025 — гандбольний турнір за Кубок України серед українських чоловічих команд. Проводитиметься вп'ятнадцяте після відновлення у 2010 році. Турнір складався з двох раундів та «фіналу чотирьох», в ньому взяло участь 13 команд: усі 8 команд Суперліги та 5 команд Вищої ліги, а саме «Місто над Бугом МДЮСШ 3» (Вінниця), «RGM Group-СумДУ-КДЮСШ» (Суми), «Динамо-Академія» (Полтава), «Авіа-Грейд-Константа» (Запоріжжя) та «ФГХО-КДЮСШ-1» (Харків).
Призери «фіналу чотирьох» Кубка України — 2024, а саме «Мотор» (м. Запоріжжя), ГК «Одеса» та «Донбас» (Донеччина) розпочали боротьбу зі стадії 1/4 фіналу. 

## 1/8 фіналу
5 лютого 2025 відбулось жеребкування учасників 1/8 фіналу Кубка України. 5 команд-переможців цієї стадії та троє призерів Кубка України — 2024 склали 4 пари учасників чвертьфіналу. 
«Динамо-Академія» — «Хмельницький» -:+
«Ізмаїл» — «СКА-Львів» +:-
«Місто над Бугом МДЮСШ 3» — «Карпати» -:+
 22, 23 лютого 2025  р., м. Ужгород  
«Авіа-Грейд-Константа» — «RGM Group-СумДУ-КДЮСШ» 32:35, 29:24
«ФГХО-КДЮСШ-1» — «СКА-ШВСМ» 11:63, 12:65

## 1/4 фіналу
Пари 1/4 фіналу Кубка України з гандболу визначили 5 березня 2025 року шляхом жеребкування. Матчі пройшли 29 та 30 березня 2025 р. в Ужгороді.
«Донбас» – «СКА-ШВСМ» 38:25, 27:28
«Карпати» – «Ізмаїл» +:-
«Хмельницький» – «Мотор» 17:47, 19:50
«Одеса» – «Авіа-Грейд-Константа» +:-

## Фінал чотирьох
Пари півфінальних протистоянь були визначені шляхом жеребкування 29 травня 2025 р. Матчі пройдуть 30 та 31 травня 2025 р.
30—31 травня 2025 р., м. Південне
- «Карпати» — «Мотор»;
- «Одеса» — «Донбас»;

У матчі за „бронзу“ рахунком 28:40 переміг «Донбас», володарем Кубка України водинадцяте став запорізький «Мотор».
Кращими гравцями фінальних матчів визнано: Захара Денисова («Мотор») та Вадим Леонтєв («Одеса»).

#### Турнірна таблиця
|  | Півфінал |           |          |  |  |                   |                   |                   |
|  |          | «Карпати» | 30       |  |  |                   |                   |                   |
|  |          | «Мотор»   | 44       |  |  | Фінал             | Фінал             | Фінал             |
|  |          |           |          |  |  |                   | «Мотор»           | 49                |
|  | Півфінал | Півфінал  | Півфінал |  |  | «Одеса»           | 28                |                   |
|  |          | «Одеса»   | 34       |  |  |                   |                   |                   |
|  |          | «Донбас»  | 27       |  |  | Матч за 3-є місце | Матч за 3-є місце | Матч за 3-є місце |
|  |          |           |          |  |  |                   | «Карпати»         | 28                |
|  |          |           |          |  |  |                   | «Донбас»          | 40                |

#### Фінал
| 31 травня 2025 фінал |

| «Мотор» | 49 — 28 | «Одеса» |
| ------- | ------- | ------- |
|         | [ 6 ]   |         |

| СК «Олімп» Арбітр: Руслан Лошак, Микола Шнит |

| 1                                 | в   | Назар Чудінов     | 0  |
| 2                                 |     | Максим Радченко   | 2  |
| 3                                 |     | Ярослав Рубан     |    |
| 4                                 |     | Ярослав Котюк     | 5  |
| 5                                 |     | Юрій Кубатко      | 5  |
| 7                                 |     | Данило Рагозін    | 10 |
| 10                                |     | Іван Черевко      | 4  |
| 11                                | (к) | Захар Денисов     | 4  |
| 15                                |     | Євген Лисак       | 8  |
| 19                                |     | Едуард Кравченко  | 3  |
| 21                                |     | Назар Канафоцький | 1  |
| 37                                | в   | Ігнат Бутраменко  |    |
| 55                                | в   | Ігор Судавцов     |    |
| 73                                |     | Віталій Горовий   | 7  |
| Головний тренер: Микола Степанець |     |                   |    |
|                                   |     |                   |    |

| 3                               |     | Даниїл Пацалюк       |   |
| 6                               |     | Євген Завідов        | 1 |
| 7                               |     | Денис Саварин        | 9 |
| 8                               |     | Єгор Бабін           | 5 |
| 11                              |     | Марат Сагдєєв        | 7 |
| 13                              |     | Іван Савчук          | 2 |
| 14                              |     | Артем Олексов        | 1 |
| 17                              |     | Олександр Колесников | 1 |
| 19                              |     | Олександр Южбабенко  |   |
| 20                              |     | Віктор Маломан       | 1 |
| 33                              |     | Микита Ішкін         |   |
| 44                              | (к) | Степан Николюк       |   |
| 55                              | в   | Вадим Леонтьєв       | 1 |
| 94                              | в   | Роман Дендеберя      |   |
| 99                              | в   | Вадим Поліщук        |   |
| Головний тренер: Євген Марченко |     |                      |   |
|                                 |     |                      |   |